# Bob Newhart
George Robert Bob Newhart (Oak Park, Illinois, Estats Units, 5 de setembre de 1929 - 18 de juliol de 2024) va ser un comediant i actor estatunidenc. Conegut pels seus monòlegs des de la dècada del 1960, dos dels seus discos de monòlegs estan entre els més venuts de la història. A partir de la dècada del 1970 es va dedicar a la comèdia en televisió, i el 2013 va guanyar un Primetime Emmy al millor actor secundari en sèrie còmica en aparèixer en quatre ocasions a The Big Bang Theory.

## Guardons
Premis
- 1961: Grammy a l'àlbum de l'any
- 1961: Grammy al millor nou artista